# Rock or Bust (Lied)
Rock or Bust ist ein Lied der australischen Hard-Rock-Band AC/DC aus dem Jahr 2014.

## Entstehung und Veröffentlichung
Das Lied wurde von den AC/DC-Mitgliedern Angus Young und Malcolm Young getextet und komponiert. Für die Produktion zeichnete Brendan O’Brien verantwortlich.
Die Erstveröffentlichung von Rock or Bust erfolgte als B-Seite der CD-Single zu Play Ball am 21. November 2014 bei Columbia Records. Drei Tage später erschien das Lied selbst als Single. Diese erschien als digitaler Einzeltrack zum Download und Streaming. Am 28. November 2014 erschien das Lied als Teil von AC/DCs gleichnamigen Studioalbum, dessen zweite Singleauskopplung es ist.

## Musikvideo
Das dazugehörige Musikvideo entstand unter der Regie von David Mallet. AC/DC-Schlagzeuger Phil Rudd fehlte beim Videodreh für die Single und wurde durch den Waliser Bob Richards ersetzt, der zuvor bei Man, Adrian Smith, Asia und Shogun gespielt hatte.

## Rezensionen
Das Lied war auf der Shortlist für den „Song des Jahres“ bei den APRA Music Awards 2015.

## Kommerzieller Erfolg

### Chartplatzierungen
| ChartsChartplatzierungen | Höchstplatzierung | Wochen |
| ------------------------ | ----------------- | ------ |
| Deutschland (GfK)        | 47 (2 Wo.)        | 2      |
| Österreich (Ö3)          | 52 (3 Wo.)        | 3      |
| Schweiz (IFPI)           | 55 (2 Wo.)        | 2      |

### Auszeichnungen für Musikverkäufe
| Land/Region     | Auszeichnungen für Musikverkäufe (Land/Region, Auszeichnung, Verkäufe) | Verkäufe |
| --------------- | ---------------------------------------------------------------------- | -------- |
| Brasilien (PMB) | Gold                                                                   | 30.000   |
| Kanada (MC)     | Gold                                                                   | 40.000   |
| Insgesamt       | 2× Gold ·                                                              | 70.000   |

Hauptartikel: AC/DC/Auszeichnungen für Musikverkäufe